# Anna Il'inična Ul'janova
Anna Il'inična Ul'janova, coniugata Elizarova (in russo Анна Ильинична Елизарова-Ульянова?; Nižnij Novgorod, 26 agosto 1864 – Mosca, 19 ottobre 1935), è stata una politica e rivoluzionaria russa.
Era la sorella maggiore di Lenin.

## Biografia
Figlia dell'insegnante di matematica e fisica Il'ja Ul'janov e di Marija Blank, entrambi monarchici, all'esatto contrario di tutti i loro figli, nel 1869 si trasferì con la famiglia da Nižnij Novgorod a Simbirsk, nel cui ginnasio studiò diplomandosi nel 1880. Nel 1883 andò con il fratello minore Aleksandr a Pietroburgo per proseguire gli studi nell'Università femminile Bestuževskij, e nel novembre del 1886 partecipò per la prima volta a una manifestazione studentesca di protesta, organizzata in occasione dell'anniversario della scomparsa di Nikolaj Dobroljubov.
Già allora Aleksandr Ul'janov progettava con alcuni compagni un attentato allo zar Alessandro III e si era trasferito in un altro appartamento per non coinvolgere la sorella. Il 13 marzo 1887 Anna andò a trovarlo proprio quando la polizia stava perquisendo la casa. Arrestata, fu detenuta in prigione per tre mesi e poi inviata al confino a Kokuškino, il villaggio nativo della madre, in provincia di Samara. Qui sposò nel luglio del 1889 Mark Elizarov, e scontato il periodo di confino, nel 1893 si trasferirono a Mosca, unendosi ai primi circoli operai socialdemocratici per i quali, con finalità di propaganda, Anna Ul'janova tradusse dal tedesco il dramma I tessitori (Die Weber) di Hauptmann e diffuse il libro di Dement'ev La fabbrica.
Nel 1896 si trasferì a Pietroburgo, per tenersi in contatto col fratello Vladimir, in prigione quale membro dell'Unione di lotta per l'emancipazione della classe operaia. Con l'esilio di Lenin in Siberia, tornò a Mosca per organizzarvi i comitati socialdemocratici con Lunačarskij, Avilov, Davydov e altri. Arrestata con tutti loro nel 1899, dopo la liberazione, nel 1900, emigrò all'estero e vi pubblicò lo scritto di Lenin Lo sviluppo del capitalismo in Russia. Tornò illegalmente a Pietroburgo per lavorare nel POSDR e nel periodo della Rivoluzione del 1905 partecipò alla manifestazione del 22 gennaio e fu redattrice del Vperëd ("Avanti"), il giornale fondato da Lenin, e della Novaja Žizn' ("Vita nuova").
Dal 1907 visse a Mosca, dove nel 1909 curò la pubblicazione del libro di Lenin Materialismo ed empiriocriticismo. Tornò nel 1913 a Pietroburgo per lavorare alla Pravda, alla Rabotnica ("La lavoratrice") e alla rivista Prosveščenie ("L'istruzione"). Fu arrestata nel luglio 1916 e poi liberata e messa sotto sorveglianza. Fu ancora arrestata l'8 marzo 1917 e rilasciata alla caduta dello zarismo. In luglio fu redattrice del giornale Tkač ("Il tessitore") per conto del sindacato operai tessili e partecipò alla preparazione della Rivoluzione d'ottobre.
Dal 1918 al 1921 fu capo del dipartimento per la protezione dei minori nel Commissariato Istruzione. Fu collaboratrice della Proletarskaja Revoljucija e tra gli organizzatori dell'Istpart, la commissione per la storia della Rivoluzione d'Ottobre, e dell'Istituto di marxismo-leninismo. Dopo la morte di Lenin si occupò della raccolta di documentazione sulla propria famiglia, pubblicando il libro Infanzia e adolescenza di Lenin e altri libri sul fratello Aleksandr.
Nel 1932 inviò una lettera a Stalin - che sarebbe poi stata esposta al Museo storico statale di Mosca nel 2011 - in cui lo avvisò che il nonno materno suo e di Lenin era un ebreo originario di Žytomyr convertitosi all'ortodossia per abbandonare la zona di residenza; la Ul'janova chiese all'«uomo d'acciaio» di divulgare la notizia in modo da contrastare il crescente antisemitismo presente in Unione Sovietica, ma Stalin non accettò il consiglio e le chiese di mantenere la questione segreta. Morì a Mosca nel 1935 e fu sepolta nel cimitero Volkov di Leningrado accanto alla madre, alla sorella Ol'ga e al marito.

## Scritti
- Detskie i škol'nie gody Il'iča, Mosca, 1925
- Vospominanija ob Il'iče, Mosca, 1926
- Aleksandr Il'ič i delo 1 marta 1887, Mosca-Leningrado, 1927
- Vospominanija ob Aleksandr Il'iče Ul'janove, Mosca-Leningrado, 1930